# Оденигбо, Кельвин
Кельвин Оденигбо (англ. Kelvin Odenigbo; 13 апреля 2001, Нигерия — 5 июня 2021, Белое озеро, Витебская область) — нигерийский футболист, нападающий.

## Биография
Начал карьеру в нигерийском клубе «НАФ Рокетс». В марте 2021 года перешёл на правах аренды в белорусский «Витебск». В чемпионате Белоруссии дебютировал 30 апреля 2021 года в матче против «Гомеля» (0:0). Всего за «Витебск» сыграл в четырёх матчах белорусского первенства.
5 июня 2021 года утонул в озере Белое близ деревни Новоселки Витебского района.